# Coffret Reader's Digest
Albums de Mireille Mathieu
Amoureusement vôtre
(2002) L'essentiel
(2003 & 2004)
Coffret Reader's Digest est un coffret de la chanteuse française Mireille Mathieu regroupant 60 chansons en français sur 3 CD datant de 1966 à 2003 avec de nombreuses chansons encore inédites sur CD en 2003.

## Chansons de la compilation
- CD 1

1. Mon credo (André Pascal/Paul Mauriat)
2. Cent fois ma vie (J. Brousolle/H. Giraud)
3. Mon bel amour d'été (Jean Renard/Jacques Revaux)
4. L'aveugle (S. Saguy)
5. La première danse (Catherine Desage/Christian Bruhn)
6. Qu'elle est belle (Pierre Delanoë/Richard Ahlert/Eddie Snyder)
7. On a tous rendez-vous un jour (Pierre André Dousset/Christian Gaubert)
8. C'est dommage (Patricia Carli/Léo Missir)
9. Paris en colère (Maurice Vidalin/Maurice Jarre)
10. Pierrot la musique (Eddy Marnay/Jean Claudric)
11. Il me faut vivre (R. Bernet/Christian Bruhn)
12. Souviens-toi Maria (Catherine Desage/Christian Bruhn)
13. L'anniversaire (P. Giannoli/Alice Dona)
14. Le silence (Serge Lama/Alice Dona)
15. Le village oublié (Eddy Marnay/Christian Bruhn)
16. Par hasard (Claude Lemesle/Alice Dona)
17. Nous les romantiques (Claude Lemesle/Pierre Delanoé/Alice Dona)
18. Je n'ai qu'une vie (Eddy Marnay/Don Costa)
19. Danse la France (Eddy Marnay/Don Costa)
20. La Dernière Valse (Hubert Ithier/Les Reed)

- CD 2

1. Une femme amoureuse (Eddy Marnay/R. et B. Gibb)
2. Un enfant blond, un enfant brun (J. Blot/S. Prisset/G. Marco)
3. Je ne suis que malheureuse (Pierre Delanoé/Yves Dessca/A. Frank)
4. On l'appelait Chicano (Eddy Marnay/Harold Faltermeier)
5. Le canotier de Maurice Chevalier (Eddy Marnay/Raymond Bernard)
6. Acropolis adieu (Catherine Desage/Christian Bruhn)
7. C'est peut-être moi qui partirai (Pascal Sevran/S. Lebrail)
8. Plus jamais seule (Eddy Marnay/B. Zambrini)
9. Éternellement amoureuse (Didier Barbelivien/C. Assous)
10. Ces instants de ma vie (Didier Barbelivien/Pascal Auriat)
11. Tous les enfants chantent avec moi (Eddy Marnay/Bobby Goldsboro)
12. Ma chanson pour aujourd'hui (Eddy Marnay/Ralph Siegel)
13. Petersbourg (Eddy Marnay/Raymond Bernard)
14. Blue Paradise (H. Dumas/C. Assous)
15. Après toi (Claude Lemesle/U. Balsamo)
16. Le strapontin (Claude Lemesle/Alice Dona)
17. Les violons de la Géorgie (Eddy Marnay/Ted Tilson)
18. Mon Dieu c'est un homme (Claude Lemesle/Alice Dona)
19. Je t'ouvrirai encore les bras (Charles Level/Jean Claudric)
20. La paloma adieu (Catherine Desage/Yradier)

- CD 3

1. Mille colombes (Eddy Marnay/Christian Bruhn)
2. Tout simplement une femme (J.-L Chesnais/M. Carcelês)
3. Je m'ennuie de toi (Eddy Marnay/M. Heinberg)
4. La star des années trente (Claude Lemesle/Lother Brühne)
5. Sur les bords du Yang-tse-Kiang (Pierre Delanoé/Wang Li Ping)
6. Ave Maria Norma (J. Dochene/M. Hadson)
7. Comment est-elle ? (Didier Barbelivien/Jean Claudric)
8. Amour défendu (Eddy Marnay)
9. Le jasmin qui parle (Louis Amade)
10. L'homme en velours (Louis Amade/Francis Lai)
11. Rêve ton rêve (Eddy Marnay/Jean Claudric)
12. L'enfant volant (Eddy Marnay/V. Pallavicini/W. Molco/Gino Mescoli)
13. Rencontres de femmes (Eddy Marnay/A. Cogliati/Piero Cassano)
14. L'Américain (Didier Barbelivien)
15. de Gaulle (Pierre Delanoé/Jacques Revaux)
16. La violence celle qui tue avec les mots (Didier Barbelivien)
17. Aux marches des églises (Didier Barbelivien)
18. Adagio (Didier Barbelivien/Jean Claudric/C. Assous)
19. Santa Maria de la mer (Eddy Marnay/Christian Bruhn)
20. Viens chanter pour le Bon Dieu (Charles Level/Jean Claudric)